# Рвеница (Осташковский район)
Рвеница — деревня в Осташковском городском округе Тверской области. 

## География
Деревня расположена в 61 км на северо-запад от города Осташкова.

## История
В 1768 году на погосте Рвеница близ деревни Терпицыно была построена деревянная Покровская церковь.
В конце XIX — начале XX века деревня Терпицыно вместе с погостом Рвеница входили в состав Залесской волости Осташковского уезда Тверской губернии. В 1859 году в деревне Терпицыно было 33 двора, в погосте Рвеница — 3 двора. 
В 1920-е годы деревня Терпицыно была объединена с погостом в деревню Рвеница.  С 1929 года деревня являлась центром Рвеницкого сельсовета Осташковского района Великолукского округа Западной области, с 1935 года — в составе Калининской области, с 1994 года — в составе Свапущенского сельского округа, с 2005 года — в составе Свапущенского сельского поселения, с 2017 года — в составе Осташковского городского округа.

## Население
| 1859 | 1889 | 2002 | 2010 |
| ---- | ---- | ---- | ---- |
| 296  | ↗338 | ↘40  | →40  |